# Yottabit
| Système international (SI) | Système international (SI) | Système international (SI) | Préfixes binaires (CEI) | Préfixes binaires (CEI)  | Préfixes binaires (CEI) | Ordre de grandeur |
| Unité                      | Notation                   | Valeur                     | Unité                   | Notation                 | Valeur                  | Ordre de grandeur |
| -------------------------- | -------------------------- | -------------------------- | ----------------------- | ------------------------ | ----------------------- | ----------------- |
| bit                        | bit                        | 1 bit                      | bit                     | bit                      | 1 bit                   | 1                 |
| kilobit                    | kbit ou kb                 | 103 bits                   | kibibit                 | Kibit (ou Kb, par usage) | 210 bits                | 103               |
| mégabit                    | Mbit ou Mb                 | 106 bits                   | mébibit                 | Mibit                    | 220 bits                | 106               |
| gigabit                    | Gbit ou Gb                 | 109 bits                   | gibibit                 | Gibit                    | 230 bits                | 109               |
| térabit                    | Tbit ou Tb                 | 1012 bits                  | tébibit                 | Tibit                    | 240 bits                | 1012              |
| pétabit                    | Pbit                       | 1015 bits                  | pébibit                 | Pibit                    | 250 bits                | 1015              |
| exabit                     | Ebit                       | 1018 bits                  | exbibit                 | Eibit                    | 260 bits                | 1018              |
| zettabit                   | Zbit                       | 1021 bits                  | zébibit                 | Zibit                    | 270 bits                | 1021              |
| yottabit                   | Ybit                       | 1024 bits                  | yobibit                 | Yibit                    | 280 bits                | 1024              |

Le yottabit (symbole : Ybit ou Yb) est une unité de mesure ou de stockage dans le langage informatique. Le préfixe yotta (symbole Y) est défini dans le Système international d'unités (SI) comme un multiplicateur de 1024 (1 septillion, échelle courte) ce qui signifie donc :
1 yottabit = 1024 bits = 1 000 000 000 000 000 000 000 000 bits = 1 000 zettabit = 1 000 000 exabit
Le yottabit est étroitement lié au yobibit, un multiple d'unité dérivé du préfixe binaire yobi du même ordre de grandeur, qui est égal à 280bits = 1208925819614629174706176bits, soit environ 21% plus grand que le yottabit.